# Kyūshū Shinkansen
Kyūshū Shinkansen (jap. 九州新幹線) – część linii kolejowej superekspresów sieci Shinkansen, łącząca dwa japońskie miasta położone na wyspie Kiusiu: Fukuokę i Kagoshimę. 
Południowy odcinek o długości 127 km jest obecnie eksploatowany, natomiast północny 130 km odcinek jest w budowie i planowany do otwarcia w marcu 2011. Odnoga z Shin-Tosu do Nagasaki ma około 118 km długości, a jej budowę rozpoczęto w 2008.
Linia biegnie równolegle do istniejącej linii kolejowej Kagoshima, obsługiwanej przez Kyushu Railway Company.